# Клубный кубок UNCAF 1998
1. перенаправление Турнир грандов Центральной Америки 1998